# Paula Leitón
Paula Leitón, född 27 april 2000 i Terrassa, är en spansk vattenpolospelare.
Leitón representerade Spanien vid olympiska sommarspelen 2016 i Rio de Janeiro, där hon slutade på femteplats med det spanska landslaget.